# Alfred Young
Alfred Young (Widnes, 16 aprile 1873 – Birdbrook, 15 dicembre 1940) è stato un matematico britannico.
È noto soprattutto i suoi lavori sulla teoria dei gruppi; sia i diagrammi di Young che le tabelle di Young  furono così chiamati in suo onore. La maggior parte della lunga serie dei suoi studi sulla teoria degli invarianti e sui gruppi simmetrici sono stati scritti mentre lui svolgeva la sua attività di parroco.

## La vita
Il padre di Alfred Young era Edward Young, descritto da H. W. Turnbull nel suo libro  Alfred Young, J. London Math. Soc. (1941). come: - 
... a prosperous Liverpool merchant and a Justice of the Peace for the county. 
Alfred era il primo figlio nato dal secondo matrimonio del padre. Nel 1879, quando Alfred avere sei anni, la famiglia si è trasferita dal Lancashire verso Bournemouth. Dopo essere stato educato a casa da un tutore privato, che era stato insegnante anche dei figli del primo matrimonio del padre Edward, Alfred è andato alla scuola di Monkton Combe  School vicino a Bath, nel Somerset. Fu in questa scuola che fu riconosciuto il talento di Alfred per la matematica. Consigliato dai suoi insegnanti, ha sostenuto la Cambridge Scholarship, vincendo una borsa di studio al Clare College dell'Università di Cambridge.  
Entrando al Clare College nel 1892, il giovane Young unì la passione per lo sport  e gli interessi accademici. All'università è stato descritto da uno dei suoi allievi come: - 
… un uomo timido e intelligente con grande umiltà di spirito che lo ha contrassegnato nella sua gioventù… 
Entro il suo terzo anno Young aveva cominciato ad intraprendere la ricerca nella matematica ed anche se questo ha dimostrato un buon inizio alla sua carriera matematica, non era il modo migliore per prepararsi agli esami matematici di Tripos. Si classificò decimo Wrangler  (decimo nella prima categoria) nel 1895; quell'anno si classificò primo Wrangler Thomas John l'Anson Bromwich e secondo Wrangler fu Edmund Taylor Whittaker. Riportiamo un'altra interessante descrizione di Young in questa fase : - 
… l'uomo più originale del suo anno che avrebbe occupato un più alto posto nella lista se si fosse dedicato con più attenzione al programma dell'esame… 
Nel 1896 Young è stato disposto nel secondo codice categoria della parte II del Tripos matematico. Ha pubblicato il suo primo articolo sui concomitanti irriducibili di tutto il numero di quartics binario all'inizio di 1899 negli atti della London Mathematical Society. Il suo secondo articolo sopra le sizigie invarianti del grado più basso di tutto il numero di quartics è stata pubblicata durante il seguente anno. 
Young è stato nominato conferenziere al Selwyn College, a Cambridge nel 1901. È rimasto in quel posto fino al 1905 anno in cui fu eletto Fellowship all'università del Clare dove divenne Bursar. Sposò Edith Clara nel 1907. Non hanno avuto figli. Nel 1908 Young ricevette gli ordini e divenne curato della Chiesa di Cristo, ad Hastings. Durante lo stesso anno gli fu conferita una Sc.D. da Cambridge per i suoi contributi eccezionali alla matematica. Divenne un Parish Priest prete della parrocchia a Birdbrook, Essex nel 1910 e visse per il resto della sua vita in questo villaggio a 25 miglia ad est di Cambridge. 
Nel 1926 Young tenne ancora delle conferenze a Cambridge. W. L. Edge seguì le conferenze di Young che iniziarono in gennaio di quell'anno e in proposito ha scritto:  
«Mi ricordo (chi potrebbe dimenticarsi?) molto bene l'esperienza di assistere alla sua prima conferenza. Questa era soltanto un corso di una lezione a settimana per un trimestre; potete vedere da voi quanto approfondì gli argomenti … Senza dubbio è tutto lavoro standard per voi, ma sarebbe interessante vedere come il vecchio guerriero si addentrò negli argomenti e cosa considerò come prerequisiti per i suoi primi ascoltatori. Lo seguii fino al 19 gennaio 1926, durante il mio terzo anno, appena due mesi prima del mio Tripos, a Clare. ... Lo seguivamo in undici ed io ero l'unico studente non laureato. Gli altri della classe erano, io penso, Cooper, ora a Belfast; Broadbent, ora a Greenwich; L. H. Thomas, che ha ottenuto lo Smith's Price e una Trinity Fellowship ed è andato in America; Dirac certamente. ... Mi ricordo di quell'alta figura di prete entrare nella stanza e della sua sorpresa per un così grande un pubblico ... e così passò alle trasformazioni lineari ed alla notazione simbolica del Aronhold ... . Alla conclusione dell'ultima conferenza in marzo, Young disse che era così riconoscente per la gente che lo aveva seguito che avrebbe continuato le lezioni il trimestre seguente. Fu sorpreso ed io molto imbarazzato, quando nessun altro membro della classe tranne me fu presente in aprile. Era il mio termine di Tripos ma non avevo intenzione di perdere le sue conferenze… »
Il lavoro di Young ha avuto e continua ad avere, un grande impatto sulla teoria dei gruppi, in particolare sulle rappresentazioni di gruppo. Nel 1900 ha introdotto le tabelle di Young, il metodo per cui viene maggiormente ricordato. Ha scritto una serie di lavori sulla cosiddetta quantitative substitutional analysis che scaturì della teoria classica degli invarianti  ed ha contenuto i suoi risultati in quest'area. Io [EFR] ha appena assistito alla conferenza di Gruppo-St Andrews 2001 ad Oxford in cui uno dei relatori principali stava mostrando come stava usando le tabelle di Young nella sua ultima ricerca. William Burnside, Ferdinand Georg Frobenius e Hermann Klaus Hugo Weyl hanno visto il potere dei metodi di Young. Burnside, come riferito delle carte di Young, ha suggerito come le sue carte potrebbero essere scritte per dare risalto al loro effetto sulla teoria dei gruppi e lui ha indicato Young nelle carte di Frobenius e di Issai Schur. Young non leggeva facilmente il tedesco e gli ci volle qualche anno prima di capire completamente il lavoro di Frobenius. Ciò ha provocato un ritardo a Young nell'ottenere risultati sulla teoria delle rappresentazioni del gruppo simmetrico. 
Frobenius ha usato per la prima volta le tavole di Young nel 1903 quando ha studiato le rappresentazioni del gruppo simmetrico, ma si deve attendere fino al 1906 quando Young imparò le applicazioni di Frobenius dei suoi metodi. Nel 1927 Young pubblicò ulteriori lavori che estendevano quello che Frobenius aveva fatto collegandolo al suo lavoro. Ha introdotto quelle che ha chiamato forme standard che hanno migliorato l'efficienza dei suoi metodi. Fu molto felice di scoprire che Frobenius stava usando le sue idee. Ha scritto:  
Mi ha fatto piacere trovare qualcun altro realmente interessato alla materia. Il più grave difetto della matematica moderna è che ora è così vasta che uno scopre che esiste solo un'altra persona nell'universo realmente interessata a ciò che interessa anche lui… 
Weyl inoltre ha cominciato ad usare le idee di Young e le tabelle di Young compaiono nel suo famoso libro Theory of groups and quantum mechanics. Nel 1934 Young capì l'importanza della sequenza in cui le tabelle di Young possono essere scritte e il seguente anno collegò ancora il suo lavoro a quello di Frobenius e di Issai Schur. Il suo nono (e ultimo) lavoro On quantitative substitutional analysis fu pubblicato nel 1952, undici anni dopo la sua morte. G de B Robinson, che ha pubblicato questo lavoro, scrive nell'introduzione sui metodi di Young:  
Il modo di lavorare di Young era sistematico e costante durante la sua vita. Incapace di dedicarsi a tempo pieno alla matematica, poteva stendere una parte di lavoro e riprenderlo dopo un intervallo di tempo con un'apparente perdita di continuità. Ha lavorato a diversi aspetti di quella cosa che ha chiamato "analisi sostituzionale" ed ha riempito di appunti numerosi faldoni che ha chiamati A - Z, A^2, ab,…, [Aux A], B^2 e BC. Sviluppando un argomento poteva scrivere un articolo su di esso includendo materiale proveniente da diversi faldoni, ma distruggendo la brutta copia e dattiloscrivendo l'articolo dopo la sua comparsa a stampa. Sembra, tuttavia, che abbia mantenuto i suoi faldoni intatti durante gran parte dei suoi 50 anni di attività, benché abbia datato in modo sistematico soltanto il lavoro fatto durante i suoi ultimi anni.
I tre faldoni [Aux A], B^2 e BC contengono il materiale su cui ha lavorato durante l'ultimo anno della sua vita. Il faldone finale BC contiene gli inizi di un progetto che ha cominciato due settimane prima della sua morte, animato dall'intento di compiere uno studio sistematico della teoria delle rappresentazioni dei sottogruppi del gruppo simmetrico. 
Young non ha contribuito soltanto alle rappresentazioni dei gruppi. Egli ha studiato altri oggetti matematici e la larghezza dei suoi interessi è illustrata dal fatto che era anche un inventore. Egli ha inventato un motore elettrico per pompare l'acqua; nel 1918 ha brevettato un generatore che convertiva l'energia meccanica in correnti elettriche ad alta frequenza che potrebbero essere usate per la telegrafia senza fili; inoltre ha brevettato un altro generatore nel 1919. Tuttavia tutte queste idee non sono mai state sviluppate commercialmente. 
Fra gli onori ricevuti da Young per i suoi contributi matematici va ricordato che nel 1931 ha ricevuto una laurea ad Honorem dall'Università di Saint Andrews e che nel 1934 fu eletto membro della Royal Society di Londra. 
La moglie di Young, Edith, ha fornito i particolari della sua morte. Ha scritto : - 
… era fuori con me il pomeriggio di mercoledì e visitava la parrocchia. Sembrava come di consueto, ma dopo il tè è stato preso improvvisamente da un dolore a un fianco. Il medico lo ha fatto ricoverare velocemente all'ospedale, lo ha operato ma lui non è mai realmente tornato in sé ed ha passato a miglior vita verso la mattina della domenica. So che era quello che avrebbe desiderato - morire al suo posto.